# 秘鲁
秘魯共和國（西班牙語：República del Perú），通称秘魯（西班牙語：Perú），是南美洲西部的一个国家，北邻厄瓜多尔和哥伦比亚，东与巴西和玻利维亚接壤，南接智利，西濒太平洋，是南美洲國家聯盟的成員國。
秘鲁孕育了美洲最早人類文明之一的小北史前文明，以及前哥伦布时期美洲的最大国家印加帝国。16世纪，西班牙帝国征服印加帝国，建立秘鲁总督区，包含西班牙在南美洲的大部分殖民地。1821年独立后，秘鲁既经历了政治动荡、财政危机，也有出现政局稳定、经济发展的时期。
现在的秘鲁是总统制共和国，全国划分为25个地区。安第斯山脉纵贯国土南北，西部沿海地区则为干旱的平原，东部又有亞馬遜盆地的热带雨林。秘鲁是发展中国家，人类发展指數为中等，全国约有50%人口生活在贫穷之中，主要经济活动有农业、渔业、矿业以及制造业（如纺织品）。
秘鲁人口估计为3,200万，民族包括美洲原住民、欧洲人、非洲人和亚洲人。官方语言是西班牙语，一些地区通用克丘亚语和其他印第安土著语言。各民族文化传统的融合在艺术、饮食、文学和音乐等领域创造了多元的表达方式。

## 词源
“秘鲁”音译自西班牙语，而一词则源自16世纪初一位居于巴拿马圣米格尔湾附近的地区统治者的名字。 1522年，西班牙人到达他的领土，这是当时欧洲人认识的新世界的最南端。当弗朗西斯科·皮萨罗继续向南探索，新发现的地区便被命名为或。 1529年，西班牙王国在《托莱多条约》给予该名称合法地位，条约指明新征服的印加帝国为秘鲁。在西班牙的统治下，该国被称为秘鲁总督区，秘鲁独立战争后改名秘鲁共和国。
明代《坤輿萬國全圖》稱之為“孛露”。清代，Perú的译名改成“秘鲁”。
漢語官話“秘”字在此讀音為「bì」；粵語仍遵循音譯讀為「bei3」；闽南语读为「pì」。由於曾經有很多廣東人移民秘鲁，漢語官話的讀音可能是受到了粤语中“秘”读作“běi”的影响；不過還有一種說法汉语“秘”字最初的读音就是“bì”，後來“秘”讀成了“mì”，但为了让秘鲁和Peru对应，秘魯的秘讀音不改，這可能也是秘魯讀成“bì”的原因之一。

## 历史
证据表明，秘鲁在大约公元前11,000年开始有人类的足迹。当地最早出现的复杂社会结构是公元前3,000至1,800年在沿海地区形成的小北史前文明，其后又相继出现查文文明、帕拉卡斯文明、納斯卡文明、瓦里文明、奇穆文明和莫切文明。在公元15世纪，印加人建立了印加帝国，并维持了一个世纪。该帝国是前哥伦布时期美洲的最大国家。印第安社会建基于农业，使用灌溉和梯田等种植法；美洲駝饲养和渔业也十分重要。因为没有市场或金钱的概念，社群的维系依赖互惠和再分配等机制。

马丘比丘，“印加失落的城市”

1532年，弗朗西斯科·皮萨罗带领的征服者击败印加帝国皇帝阿塔瓦尔帕，西班牙自此开始对当地的统治。10年后，西班牙王国宣布成立秘鲁总督区，包含了西班牙在南美洲的大部分殖民地。总督福朗西斯科·托莱多于1570年代重组该国，银矿开采成为主要经济活动，被奴役的印第安人是主要的劳动力。秘鲁的矿藏为西班牙王国带来收入，也引发了一个伸延远至欧洲和菲律宾的贸易网络。但是，到了18世纪，减少中的银产量以及经济多样化大大削减了王国的收入。对此，王国实行波旁改革，增加税收，分割秘鲁总督区。新法例触发了图帕克·阿马鲁二世等人的起义，但他们全都被击败。

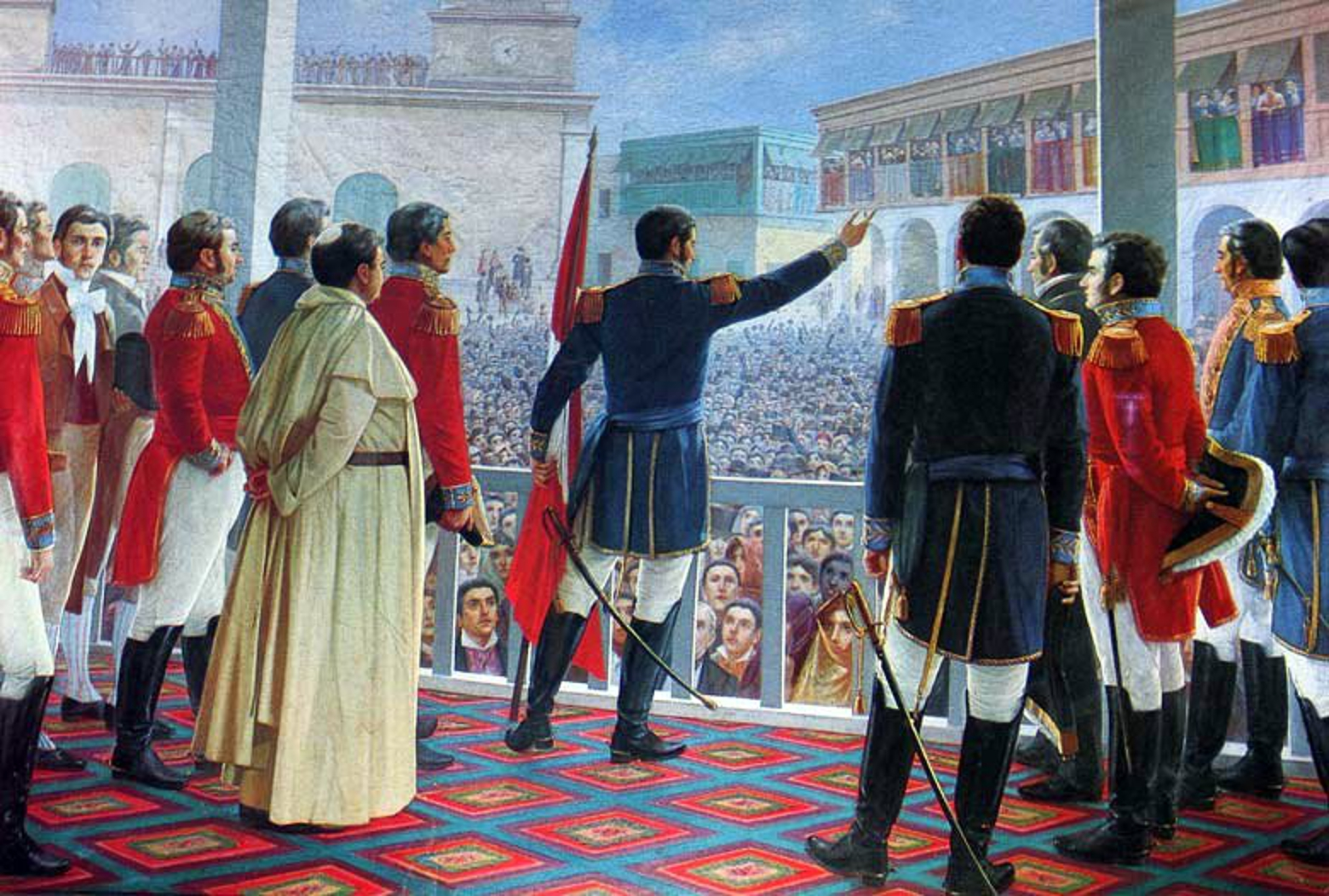
1821年，何塞·德·聖馬丁宣布独立

19世纪初期，独立战争在南美洲各地暴发，但秘鲁仍是君主主义者的大本营。因为菁英分子在独立与继续效忠西班牙王室两个选项之间发生分化，秘鲁的独立要到何塞·德·圣马丁和西蒙·玻利瓦尔发起军事行动后才成事。共和国成立初期，各地区军事领袖之间的权力斗争导致政局不稳。随着玻利瓦尔组建拉丁美洲联盟的计划遭遇失败，秘鲁-玻利维亚邦联成立不久后又告瓦解，秘鲁的国家认同也开始建立。
从1840到1860年代，在总统拉蒙·卡斯蒂利亚的统治之下，海鸟粪出口带动国家收入增加，秘鲁随之稳定发展。但直到1870年代，这些资源逐渐被耗尽，国家严重负债，政客的内斗重新展开。
秘鲁在1879年至1883年间发生的太平洋战争被智利击败，在《安孔条约》和《利马条约》中割让阿里卡和塔拉帕卡省两省。保守主义政党公民黨（Partido Civil）的执政暂缓了秘鲁战后的内部斗争，该党一直维持到独裁者奥古斯托·B·莱吉纳掌权。大萧条拖垮了莱吉纳政权，也引发了新一轮的政局混乱，秘鲁人民党随之而冒起。在往后的30年，秘鲁的政治形势都围绕着菁英分子联合军人与人民党的斗争发展。
1968年，胡安·贝拉斯科·阿尔瓦拉多将军带领武装部队对费尔南多·贝朗德·特里总统发动政变。贝拉斯科夺权后进行激进的改革以促进发展，但无法获得广泛支持。 1975年，贝拉斯科被总理兼陆军部长弗朗西斯科·莫拉莱斯·贝穆德斯发动军事政变推翻，莫拉莱斯停止了贝拉斯科的改革进程，重新建立民主制度。 1980年代，秘鲁面临巨额外债、高速通货膨胀、猖獗的毒品走私活动以及大范围政治暴力。在阿尔韦托·藤森（本名藤森謙也）的统治下，国家开始复苏；但独裁、贪污和侵犯人权等指控迫使藤森在2000年备受争议的总统选举后辞职。藤森时代结束后，秘鲁尝试在打击贪污的同时保持经济增长，现任总统是迪娜·博鲁阿尔特，在2022年政变前总统佩德罗·卡斯蒂略下台后继任总统。

## 政治

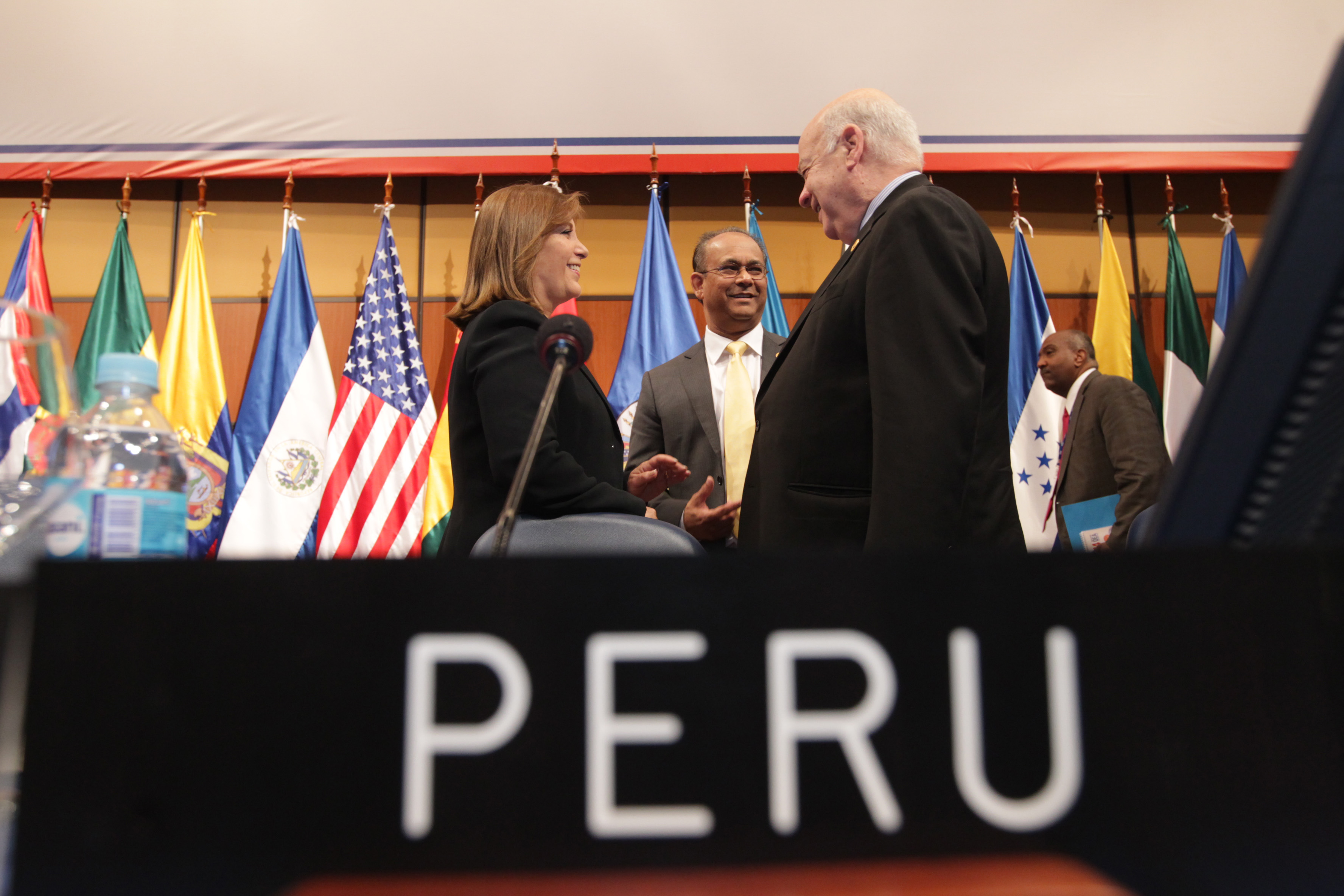
秘魯在聯合國的席位

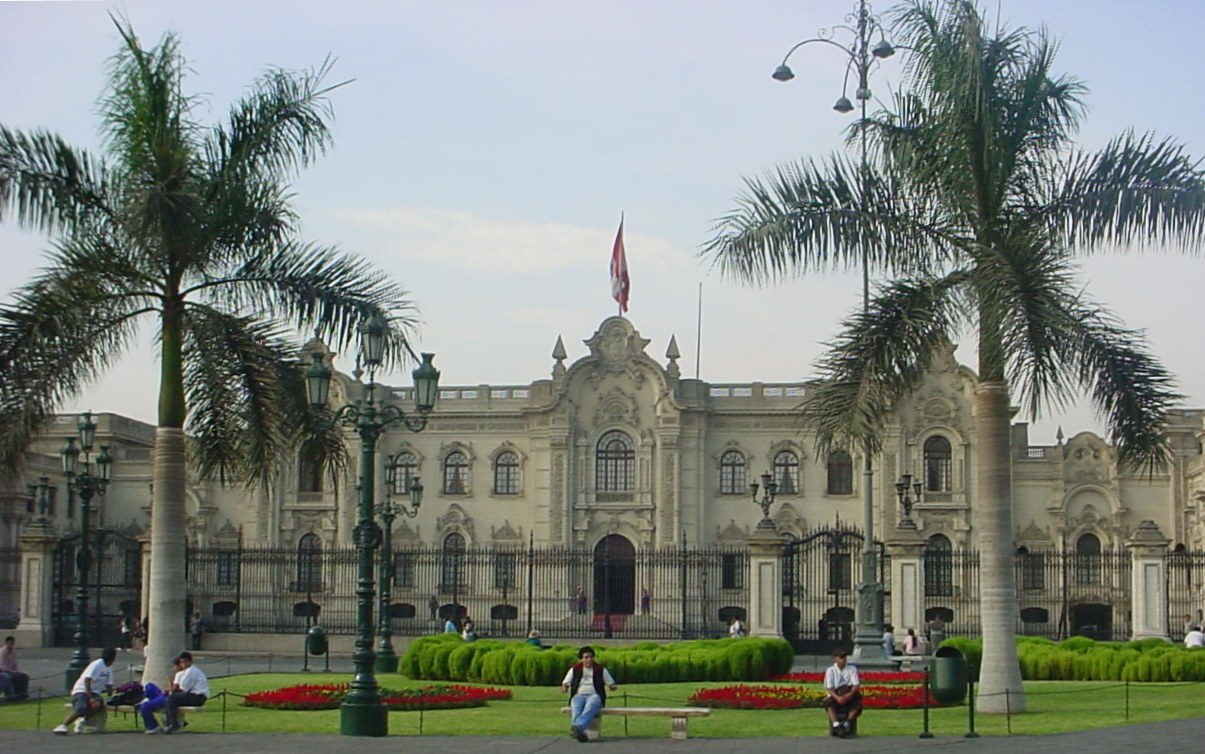
秘鲁总统府

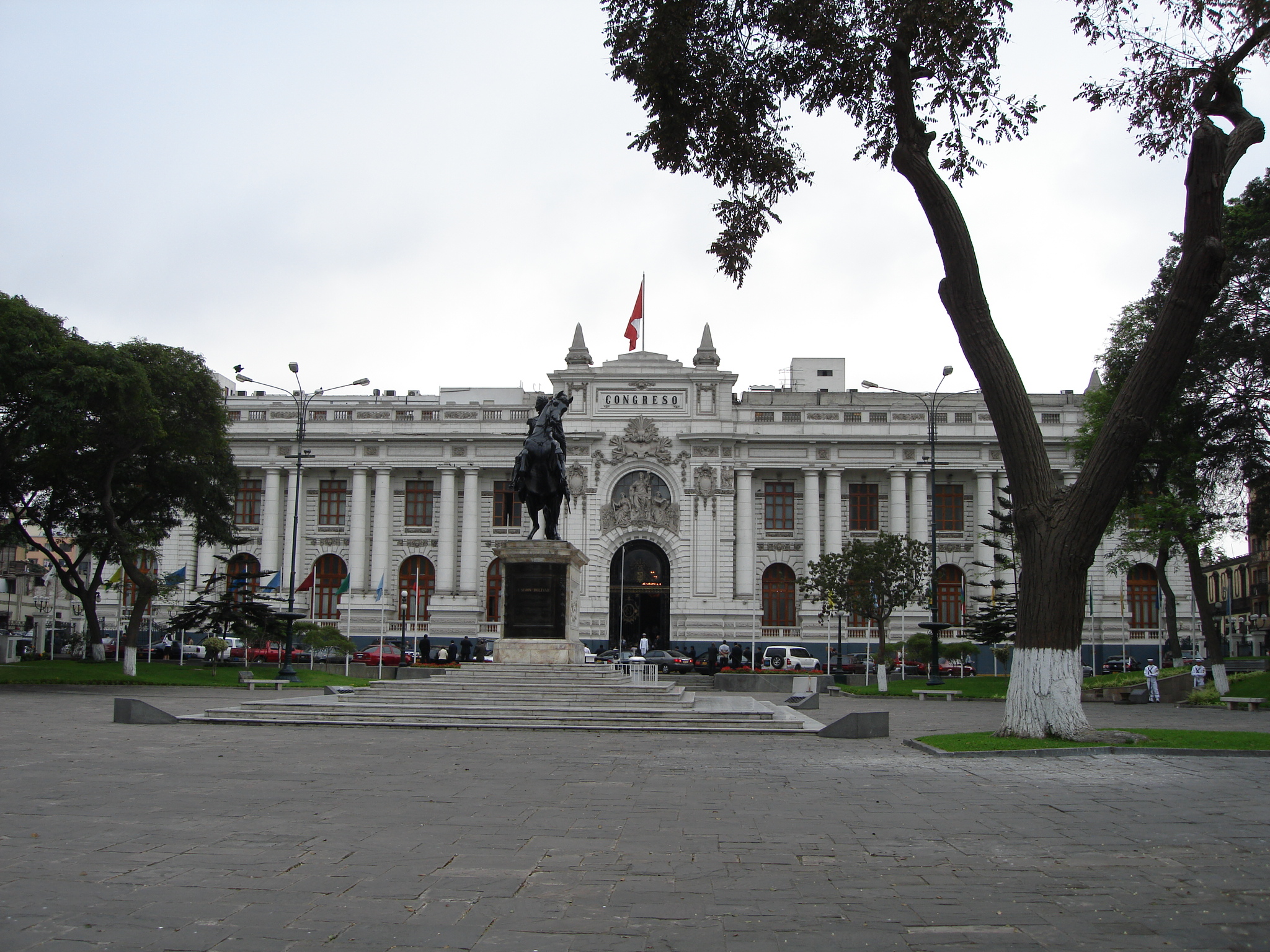
座落于利马的议会大楼

秘鲁是总统制共和国，实行多党制。根据现行宪法，总统同时是国家元首和政府首脑，任期为5年，不可连任。总统直接委任总理，并会参考总理的意见委任内阁成员。国会实行一院制，由120名议员组成，议员每届任期为5年。法案可由行政或立法机构提出，经国会通过及总统公布后成为法例。司法机构名义上独立，但以行政手段干预司法程序的情况在过去十分普遍，至今仍然存在。
另一方面，秘鲁实行责任内阁制，内阁须同时向总统及国会负责。国会有权利质询任意部长或整个内阁，以及对任意部长或整个内阁发动不信任动议。此动议具有使对象辞职的强制性。如果总理因任何原因离任，则内阁必须总辞职。总统需重新任命总理与各部部长，同时新内阁须在成立后30日内通过国会的信任投票。惟国会通过不信任动议致使两届内阁倒台，且国会议期未到最后一年时，总统方可解散国会，并在四个月内组织立法选举。
秘鲁政府经由直接选举产生，全国18至70岁的公民必须投票。在2006年举行的选举中，秘鲁人民党总统候选人阿兰·加西亚在第二轮投票中以52.6%的得票率击败得票率为47.4%的为秘鲁而联合党候选人奥利安塔·乌马拉。国会席位分配目前如下：秘鲁人民党36席、秘鲁民族主义党23席、为秘鲁而联合党19席、国家党15席、争取未来联盟13席、国会联盟9席、民主特别国会联盟5席。
秘魯另有一特殊政黨光明之路是一個極左派共產黨奉行毛派思想，由秘魯共產黨分裂出來，該黨堅持武裝革命路線並拒絕參與選舉，認為選舉是資本主義派由金錢堆砌的花招，該黨採用游擊隊路線襲擊投票所和政府被美國列為恐怖組織，1992年該黨首腦阿維馬埃爾·古斯曼曾被CIA拘捕之後判無期徒刑，之後秘魯持續追擊餘黨，至2013年所有主要首腦皆已被捕或擊斃，光明之路僅存零星活動。
秘鲁外交被与邻国的边界纠纷支配，但其中大部分都已在20世纪解决。现在秘鲁和智利对于太平洋海域边界划分问题仍有争议。，秘鲁是若干区域联盟的活跃成员，是安第斯国家共同体的创始成员之一，又有参与美洲国家组织和联合国等国际组织。

## 軍事

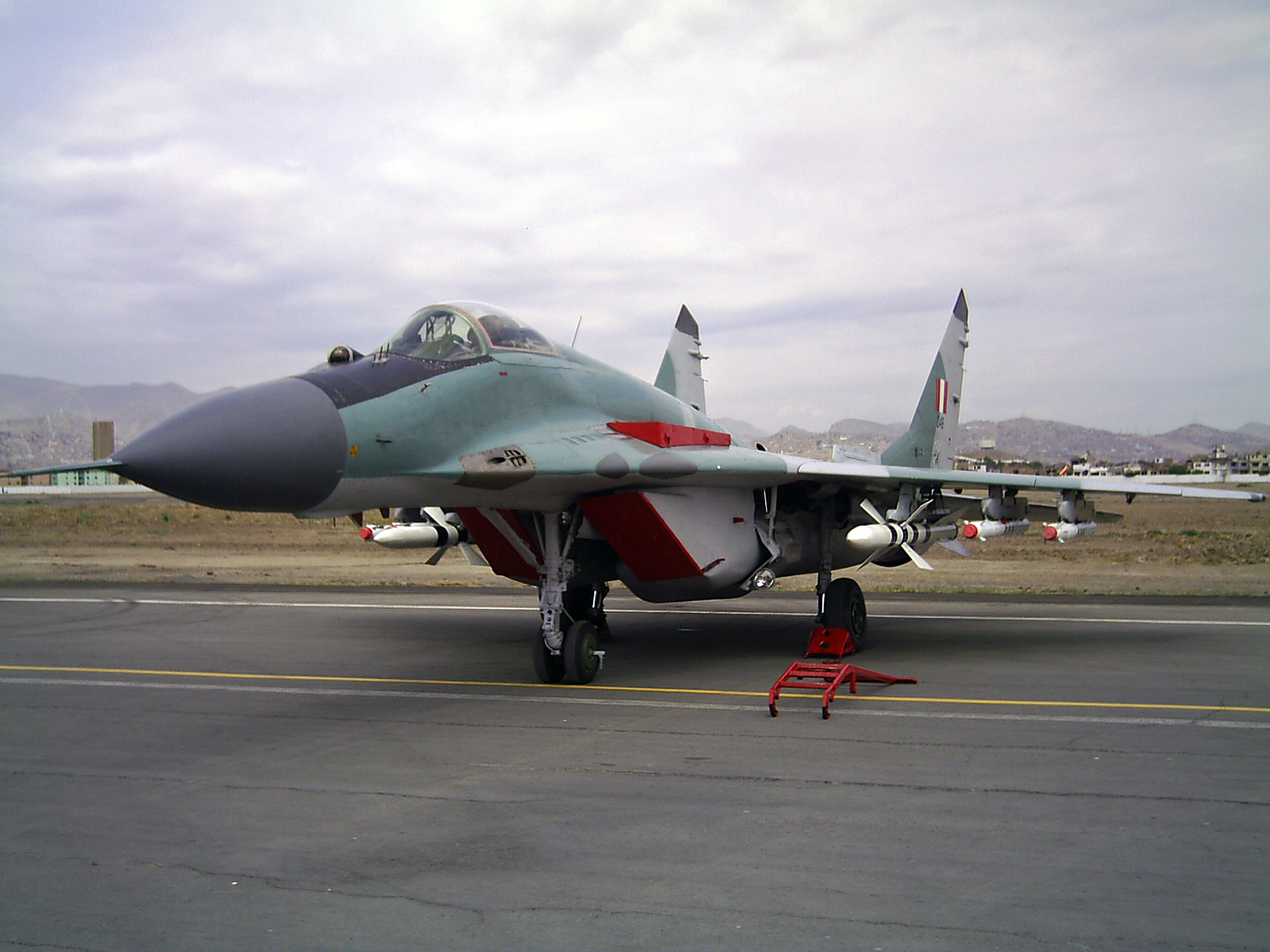
秘鲁空軍米格29

秘鲁军队為南美洲一支中型軍隊，由海、陆、空三军组成，首要任务是保卫国家的独立、主权和领土完整。武装部队隶属国防部以及兼任最高统帅的总统，徵兵制在1999年取消，改由公民自发参军。
秘魯軍隊陸海空總計約14萬人其中陸軍8.5萬人，海軍2.7萬人，空軍1.7萬人。另有準軍事部隊7.8萬人，其中國民警察7.7萬人、海岸警衛隊1000人。秘魯的軍力以防禦為主，雖然規模不大但是擁有80年代向德國購入的多艘209型潛艇至今仍有不錯的靜音能力，以及10多架米格29、10多架幻象2000，使其成為南美洲一支讓他國有所忌憚的軍事力量。

## 行政区划
秘鲁全国划分为25个地区以及利马省，各区政府由选举产生，包括地区长官和地区议会，每届任期各为4年。地区政府负责规划所属地区发展，执行公共投资计划，鼓励经济活动，管理公共财产。首都所在的利马省则由市议会管理。

### 大区和省
- 亞馬遜大区
- 安卡什大区
- 阿普里马克大区
- 阿雷基帕大区
- 阿亚库乔大区
- 卡哈马卡大区
- 卡亞俄大区
- 库斯科大区
- 萬卡韋利卡大區
- 瓦努科大区
- 伊卡大区
- 胡寧大区
- 拉利伯塔德大区
- 蘭巴耶克大区

- 利馬大区
- 洛雷託大区
- 馬德雷德迪奧斯大区
- 莫克瓜大区
- 帕斯科大区
- 皮烏拉大区
- 普諾大区
- 聖馬丁大区
- 塔克納大区
- 通貝斯大区
- 烏卡亞利大区

- 利马省

## 地理

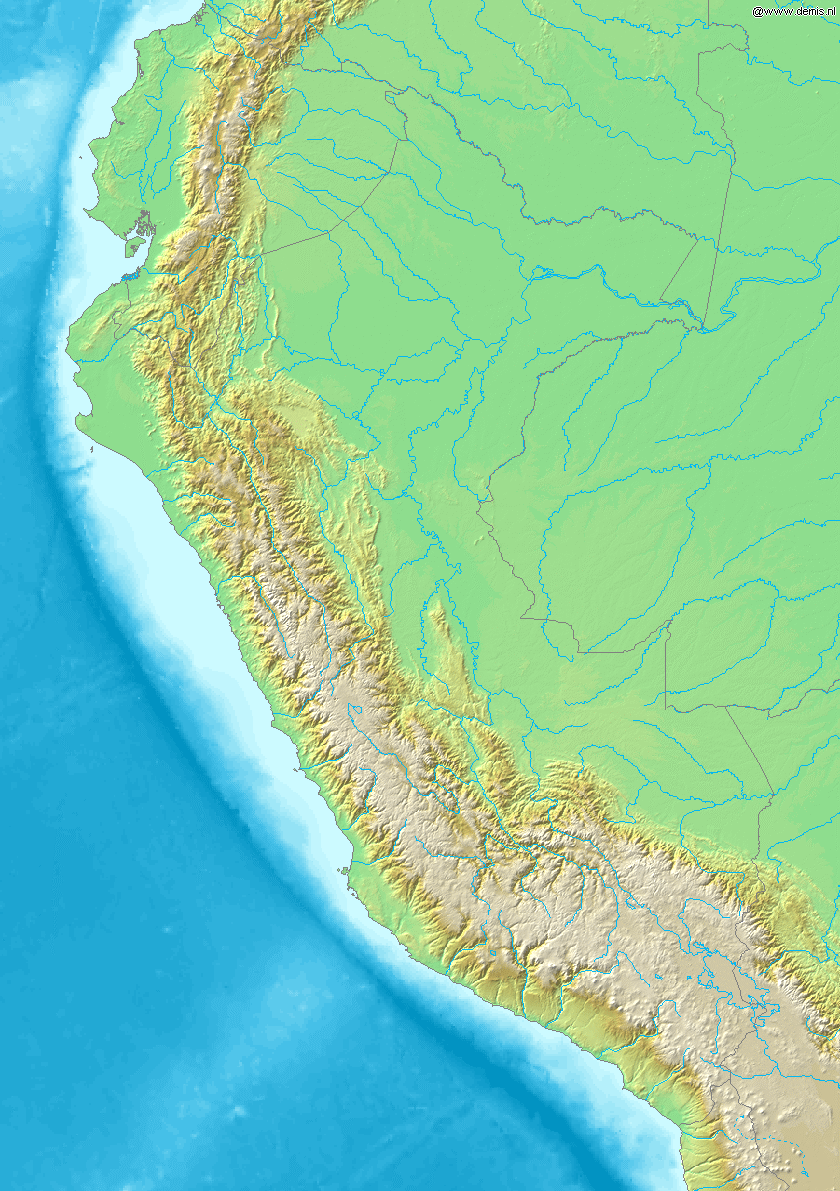
秘鲁地形图

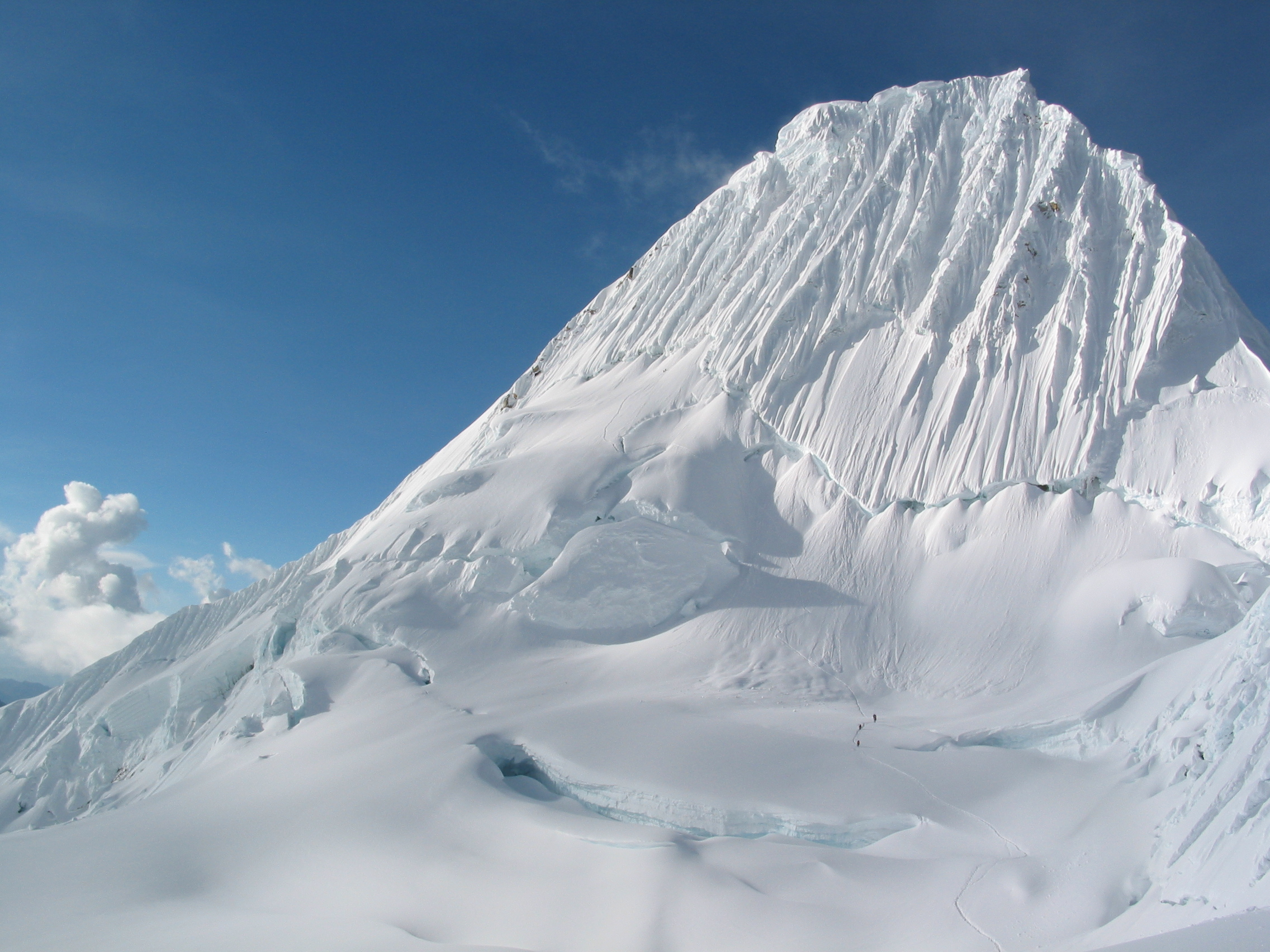
安第斯山脉的山峰是秘鲁很多河流的源头

秘鲁面积1,285,220平方公里，约为墨西哥的三分之二大小。该国北邻厄瓜多尔和哥伦比亚，东与巴西和玻利维亚接壤，南接智利，西濒太平洋。
安第斯山脉纵贯国土南北，把秘鲁分为三个地理区：山脉以西的沿岸区是狭长的平原，除季节性河流河谷地区外气候干旱；高原区即安第斯山区，阿尔蒂普拉诺高原和全国最高的山峰──海拔6,768米的瓦斯卡兰山都位于该区；第三个区域是佔全国土地面积60%的亚马孙林区，区内是被亚马孙雨林覆盖的广阔的低地，位于山脉以东。
秘鲁境内大部分河流发源于安第斯山脉，注入三个主要流域之一。注入太平洋的河流多为间歇性，斜度较高，长度较短；亚马孙河支流的长度较长，流量较大，流出高原区后斜度降低；注入的的喀喀湖的河流则以长度短、流量大为特征。秘鲁境内最长的河流依次为乌卡亚利河、马拉尼翁河、普图马约河、查哇利河、瓦亚加河、乌鲁班巴河、曼塔罗河和亚马孙河。以流域面积算：
1. Amazon，亚马孙河，流域面积97.46万平方公里。占该国面积75.8%
2. Titicaca-Desaguadero，的的喀喀湖-德萨瓜德罗河（内流河），流域面积5.36万平方公里。
3. Chira，希拉河，流域面积1.91万平方公里。
4. Santa，圣河，流域面积1.5万平方公里。
5. Quilca，基尔卡河，流域面积1.25万平方公里。
6. Piura，皮乌拉河，流域面积1.22万平方公里。

与其他赤道国家不同，秘鲁的气候不是单一的热带；安第斯山脉和秘鲁寒流使全国各地的气候有较大的差异。沿岸区气候温和、湿度高但降水量低，但该区北部因副熱帶高壓壟罩，與秘魯涼流之影响，屬於降水稀少的沙漠氣候；高原区夏季多雨，气温和湿度随海拔高度上升而下降；亚马孙林区温暖多雨，但南端的冬季寒冷，不是四季都有降水。因为丰富的地理和气候形态，秘鲁境内的生物多样性极高：截至2003年，该国发现21,462种动物和植物，其中5,855种是特有种。秘鲁政府设立了几个国家公园进行保育工作。

## 交通
秘鲁的交通运输以公路为主，公路货运量占全国运输总量的80%。水上运输较发达，外贸主要依靠海上运输。

### 铁路
秘魯是南美最早修建铁路的国家，1851年建成第一条利马至卡亚俄的铁路。2011年铁路总里程1908公里，主要有中部、南部和东南部铁路，多用于山区农矿产品运输及部分旅游客运。2011年客运量176万人次，货运量790.6万吨。

### 公路
现有公路里程7.85万公里。2011年，公路里程12.9万公里。其中国道2.3万公里，省道2.6万公里，市镇级公路8.0万公里。2011年，全国机动车合计197.99万辆，公路客运量7083.10万人次。秘鲁主要公路是纵贯南北的泛美公路和横跨东西的中央公路。

### 水运
秘鲁濒临太平洋，沿海多优良港口。内陆地区尤其是亚马逊地区河流纵横，水路运输便利。秘魯现有海港19个，河港4个，湖港1 个。2011年有各类民用船只6053艘，货运量2174万吨。主要港口有：卡亚俄、派塔、钦博特、伊洛、萨拉维里等。

### 空运
2009年全国共有民航飞机257架，客运量1336.69万人次。秘鲁有机场66个，其中国际机场5个，国际航线可通美国、欧洲部分国家和拉美各主要国家。最主要国际机场有豪尔赫·查维斯机场和阿雷基帕、奇克拉约、皮斯科、伊基托、库斯科机场等。（资料来源：秘鲁交通与通讯部）

## 農業

### 馬鈴薯之乡
赫克托弗洛雷斯博士认为，馬鈴薯起源的最有可能的地方是位于秘鲁南部和玻利维亚东北部之间，现在的的喀喀湖岸边的考古将该地区的历史推至前400年，智利和秘鲁都自认是馬鈴薯的原产地
。环球时报等稱秘鲁為世界「馬鈴薯之乡」。智利和秘鲁一度争执不下，秘鲁打算过提交至联合国解决。在秘鲁倡议下，2005年12月第60届联合国大会最终将2008年定为“国际马铃薯年”。
总部设在利马的国际马铃薯中心认为安第斯区贫困农民可使用原生的马铃薯脱贫开始有系统地推广，与政府一起以丰富多样的颜色、形状和口味行销本地馬鈴薯。亚太经合组织第十六次领导人非正式会议主办国秘鲁，介绍自己的文化和传统，馬鈴薯成为秘鲁农业部宣传重点：于会议的新闻中心，秘鲁农业部设置专门展区，展示数十个馬鈴薯，现场讲解的老人是从安第斯山区请来，以种植馬鈴薯为生的莱昂纳多·蒂莫特奥。莱昂纳多·蒂莫特奥种植着280多种馬鈴薯，全世界馬鈴薯品种共有3900种，而秘鲁就有2800多种。之所以种多品种，是希望能把一些比较少见的馬鈴薯品种保存下来。
秘鲁农业部重视馬鈴薯种植问题，以馬鈴薯种植竞赛，比谁种植的馬鈴薯品种多。获胜的莱昂纳多·蒂莫特奥也因此应邀在亚太经合组织会议期间，成为安第斯山区农民的代表，为馬鈴薯做宣传。秘鲁农业部认为，适合在劳动力多、耕地缺乏、自然条件恶劣、海拔高地区种植的馬鈴薯，可解决山区农民就业，还可解决温饱、确保粮食安全。

## 经济

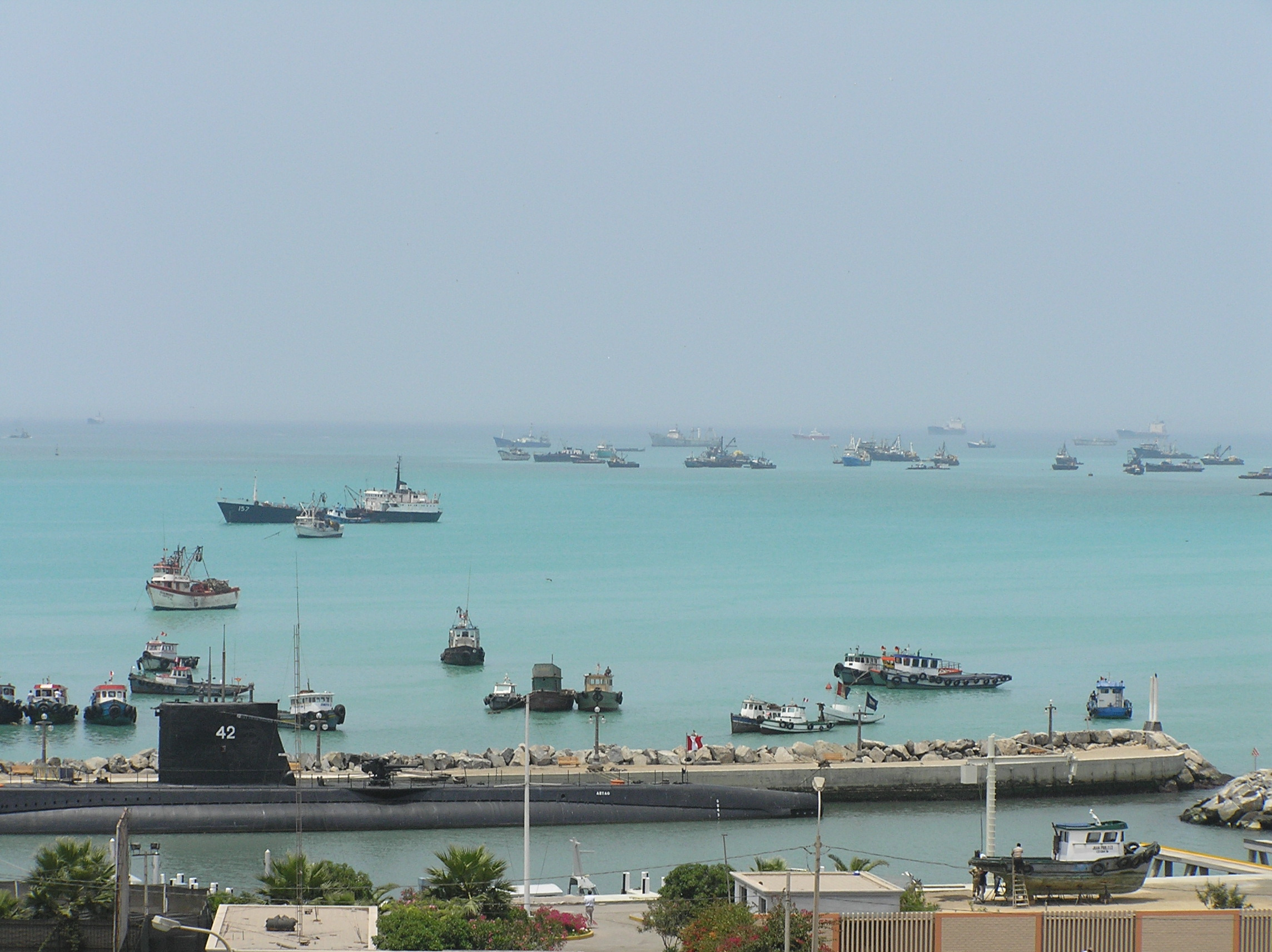
卡亚俄的海港是秘鲁的主要出口港

秘鲁是市场经济的发展中国家，2010年人类发展指数为0.723（高），2010年人均收入折合为5,027美元，31.3%人口生活在贫穷之中，包括9.8%人口非常贫穷。在历史上，秘鲁十分依赖出口赚取外汇，以进口物资及偿还外债，整体经济表现也与出口息息相关。虽然出口为国家带来庞大的收入，但秘鲁无法发展出自给自足的经济，收入分配仍然不均。
秘鲁的经济政策在近数十年大幅摆动。1968－1975年胡安·贝拉斯科·阿尔瓦拉多政府推行激进的经济改革政策，其中包括土地改革、徵收外资公司、实行经济干预以及扩大国营企业规模。这些政策的目的是实现收入再分配以及摆脱对发达国家的过分依赖，但最终收效甚微。虽然如此，但大部分改革政策持续推行到1990年代，直至阿尔韦托·藤森政府终止物价管制、贸易保护主义以及对外资直接投资的限制，私有化大部分国营企业。自1993年起，秘鲁经济稳定增长，但1997年亚洲金融危机后曾一度陷入衰退。
第三产业占秘鲁国内生产总值的53%，第二产业占22.3%，第一产业占15%，税收占9.7%。近年秘鲁的经济增长受惠于宏观经济稳定、贸易条件改善以及投资和消费的增加。 2006年与美国达成自由贸易协定后，两国双边贸易额预期将会提高。秘鲁的主要出口货物有铜、黄金、锌、纺织品、鱼产品等；最大贸易伙伴依次为美国、中国、巴西和智利。

## 人口
| 秘鲁人种   | 秘鲁人种   | 秘鲁人种 | 秘鲁人种 | 秘鲁人种 |
| ---------- | ---------- | -------- | -------- | -------- |
| 人种       | 人种       |          | 百分比   | 百分比   |
| 梅斯蒂索人 | 梅斯蒂索人 |          | 60.2%    | 60.2%    |
| 美洲原住民 | 美洲原住民 |          | 25.7%    | 25.7%    |
| 白人       | 白人       |          | 5.9%     | 5.9%     |
| 黑人       | 黑人       |          | 3.6%     | 3.6%     |
| Nikkei     | Nikkei     |          | 0.1%     | 0.1%     |
| 土生       | 土生       |          | 0.1%     | 0.1%     |

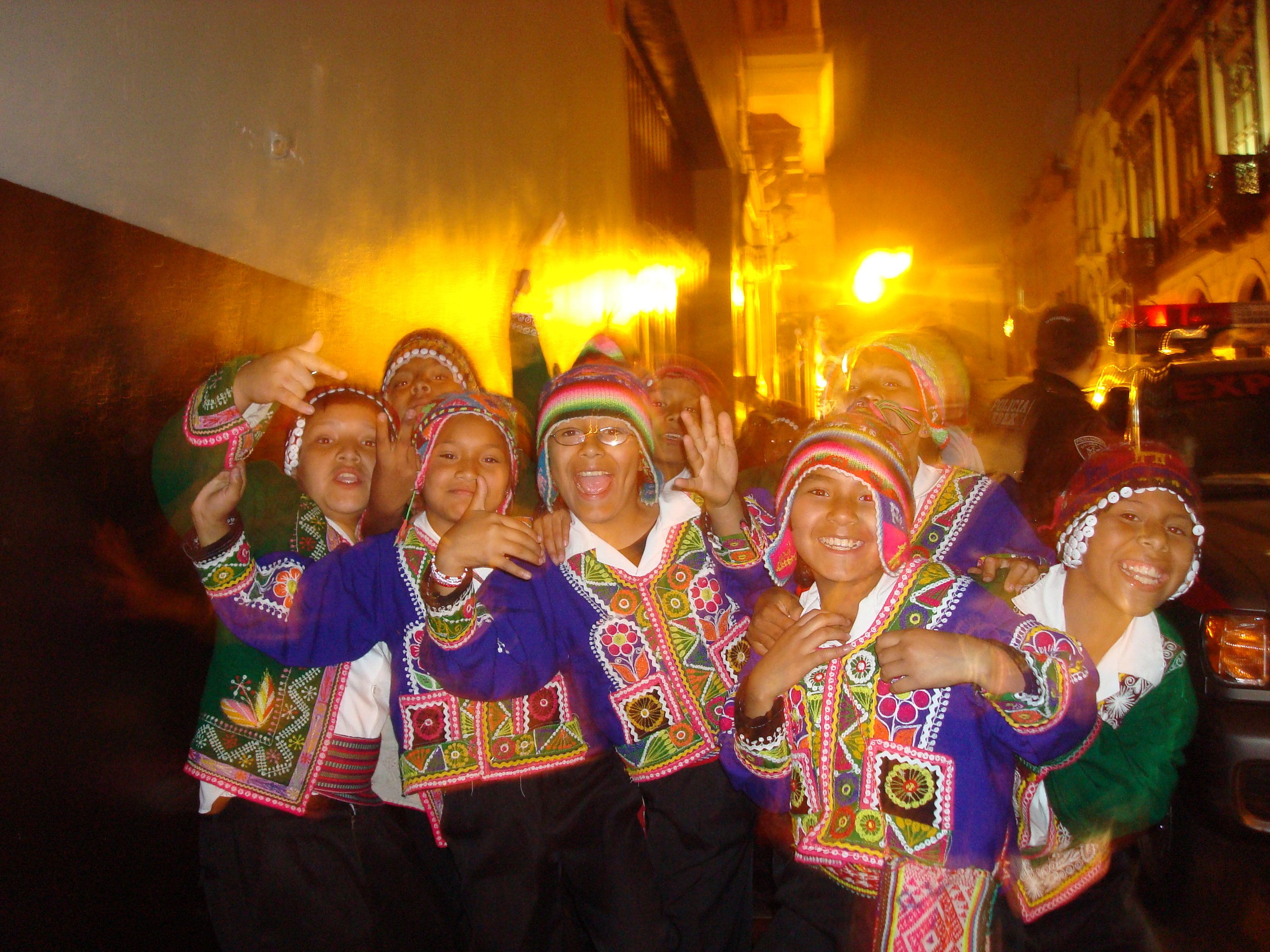
来自库斯科的男孩

秘鲁2020年人口约3,280万，是南美洲人口第4多的国家。 1950年到2000年间，该国的人口增长率从2.6%下降到1.6%；2050年估计人口将达到4,200万。截至2005年，72.6%人口居于城市地区，27.4%居于郊区。 1993年人口普查人口超过200,000的城市有利马、阿雷基帕、特鲁希略、奇克拉约、皮乌拉、伊基托斯、钦博特、库斯科和万卡约。
秘鲁是多种族国家，在过去5个世纪由不同族群融合而成。印第安人原住民在西班牙人殖民统治之前已在秘鲁土地聚居数千年，但由于西班牙殖民者的大規模屠殺以及其帶來的传染病散播，印第安人原住民的人口从1520年代的估计约900万下降到1620年的60万。西班牙人和非洲人在西班牙殖民统治期间大量涌入，与原住民互相融合。秘鲁独立后逐渐有来自英国、法国、德国、意大利和西班牙的欧洲移民定居。奴隶制度取消后，中国人在1850年代开始进入该国工作，并成为有较大影响力的族群。 2008年秘魯華人約佔1%，多為广东和福建等省的中國移民，部分華人已不懂中文了。其他移民包括阿拉伯人和日本人。
在1993年，秘鲁的主要语言西班牙语是80.3%的5岁以上秘鲁人的第一语言。一些印第安土著語言在部分地区同时通用，其中最重要的是克丘亚语和艾玛拉语，16.5%人口以此为第一语言。分别有3%和0.2%的秘鲁人以其他土语和外国语言为第一语言。根据1993年的人口普查结果，89%人口称自己为天主教徒、6.7%为福音神学信仰者、2.6%为其他宗教信仰者、1.4%为没有宗教信仰。 2005年识字率估计为88.9%；其中郊区和城市人口的识字率分别为76.1%和94.8%。秘鲁实行强制小学和中学教育，公立学校免费提供教育。

## 文化

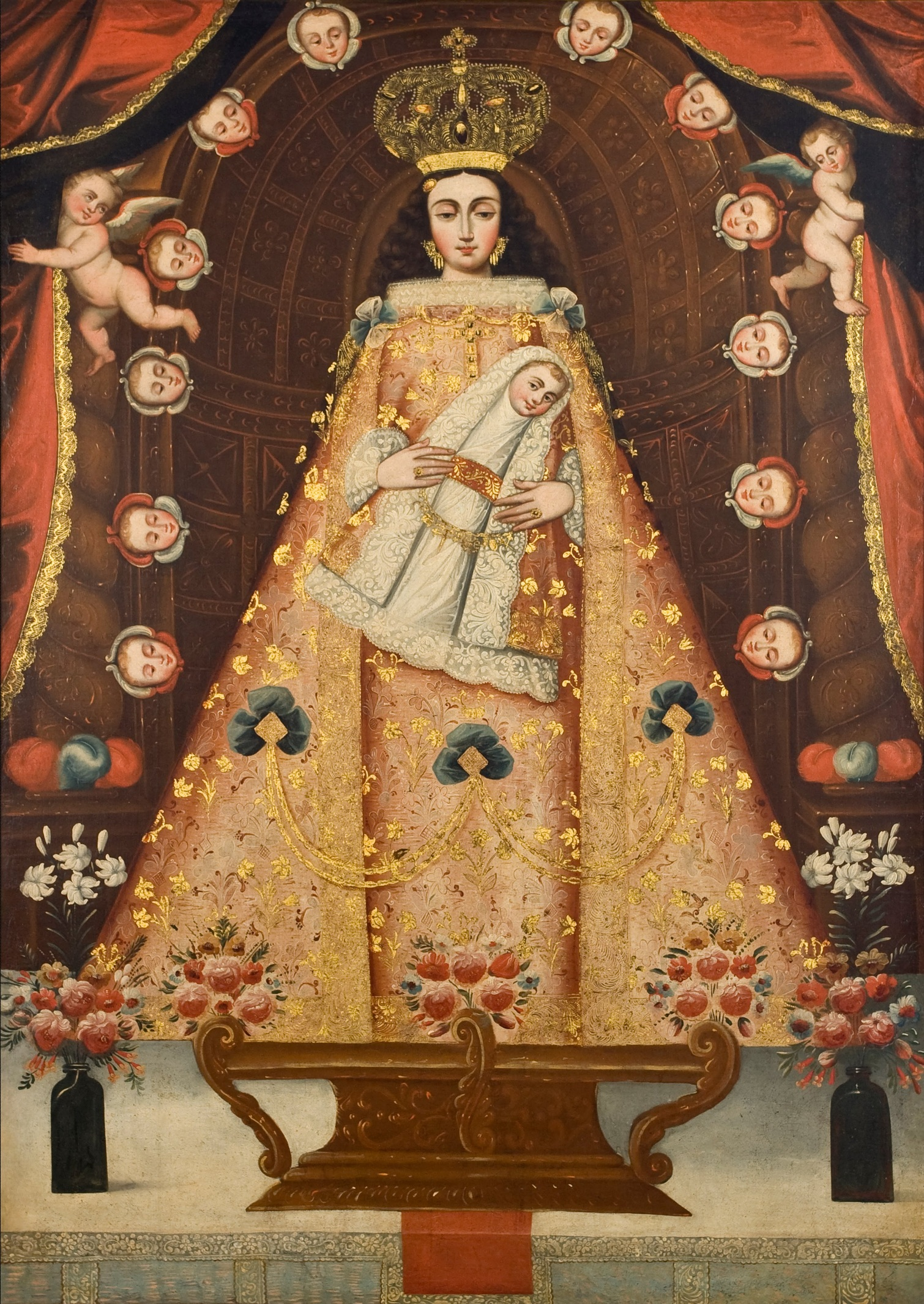
一幅绘于18世纪的库斯科画派画作，作者不详

秘鲁是闻名世界的古印加文化发祥地，文化事务原由秘鲁国家文化局负责，2010年7月14日，秘鲁国会通过法案设立文化部，负责管理国家博物馆、广播电视局以及国家文化研究所等机构。秘鲁首位文化部长，着名的人类学家和历史学家胡安·马丁·奥西奥在9月4日宣誓就职。
秘鲁文化主要来源于印第安和西班牙传统，但也被非洲、亚洲和欧洲族群影响。秘鲁早期的艺术可追溯至前印加文明的陶器、纺织品、首饰和雕塑。印加人维持了这些工艺的制作，并在建筑等领域取得较大的成就，其中包括马丘比丘古城的兴建。巴洛克艺术是殖民时期的主要艺术，但在一定程度受到当地传统的影响。这时宗教事物是艺术作品的主要描绘对象，当时大量兴建的教堂和库斯科画派就是当中的代表。独立后秘鲁艺术的发展停滞，直至20世纪初期印第安主义运动的兴起。自从1950年代，秘鲁艺术倾向折衷，且受到外国和当地潮流的冲击。
秘鲁文学则起源于前哥伦布时期的口述传统。西班牙人在16世纪引入文字，殖民时期文学体裁有编年史和宗教文学。独立后，风俗主义和浪漫主义成为主要的文学流派，代表作家有里卡多·帕尔马。 20世纪初期印第安主义运动造就了西罗·阿莱格里亚、何塞·马里亚·阿格达斯、和塞萨尔·巴列霍等作家。 20世纪中期在拉丁美洲文学爆炸代表作家之一马里奥·巴尔加斯·略萨等人影响下，秘鲁文学变得更广为人知。
秘魯菜餚混合了印第安和西班牙特色，也受到非洲、阿拉伯、意大利、中国和日本等地的煮食方法的影响。尤其是一種與中國廣東粵式料理與當地料理融和的秘鲁中餐在當地非常流行，在首都利馬市內，一條街上至少有一個“Chifa”的招牌，chifa的名稱由來據說是語自中國話“吃飯”的意思，雖然在當地這種料理被當作中國菜，並且中國餐館遍步秘魯各地，然而其料理卻早已成為當地秘魯式特色的飲食，已非原本的中國菜，而其他秘魯著名菜式包括秘鲁炒牛柳、塞比切、丘佩和桑科恰多。秘鲁丰富的气候特征为当地提供不同种类的植物和动物作煮食用途。:28-29最近，秘鲁菜肴因为其使用材料和煮食方法的多样式获得称誉。
秘鲁音乐源于印第安、西班牙和非洲传统。西班牙人到达之前，不同宗教有不同的音乐表现方式，吹管乐器和敲击乐器都比较常见。西班牙人引入了新型乐器如吉他和竖琴，之后又发展出传统乐器与新型乐器的混合体如。非洲传统对秘鲁音乐的贡献包括节奏以及敲击乐器的引入。秘鲁传统舞蹈有、和。
秘鲁草绳桥列入联合国教科文组织人类非物质文化遗产名录。

## 延伸阅读
[在维基数据编辑]
 《清史稿/卷160》，出自趙爾巽《清史稿》